# Haynes (Dacota do Norte)
Haynes é uma cidade localizada no estado norte-americano de Dacota do Norte, no Condado de Adams.

## Demografia
Segundo o censo norte-americano de 2000, a sua população era de 19 habitantes.
Em 2006, foi estimada uma população de 17, um decréscimo de 2 (-10.5%).

## Geografia
De acordo com o United States Census Bureau tem uma área de
0,3 km², dos quais 0,3 km² cobertos por terra e 0,0 km² cobertos por água. Haynes localiza-se a aproximadamente 776 m acima do nível do mar.

## Localidades na vizinhança
O diagrama seguinte representa as localidades num raio de 40 km ao redor de Haynes.